# Ahtiana aurescens
Ahtiana aurescens är en lavart som först beskrevs av Edward Tuckerman, och fick sitt nu gällande namn av Randlane & A. Thell. Ahtiana aurescens ingår i släktet Ahtiana och familjen Parmeliaceae.   Inga underarter finns listade i Catalogue of Life.